# Lores de la Congregación

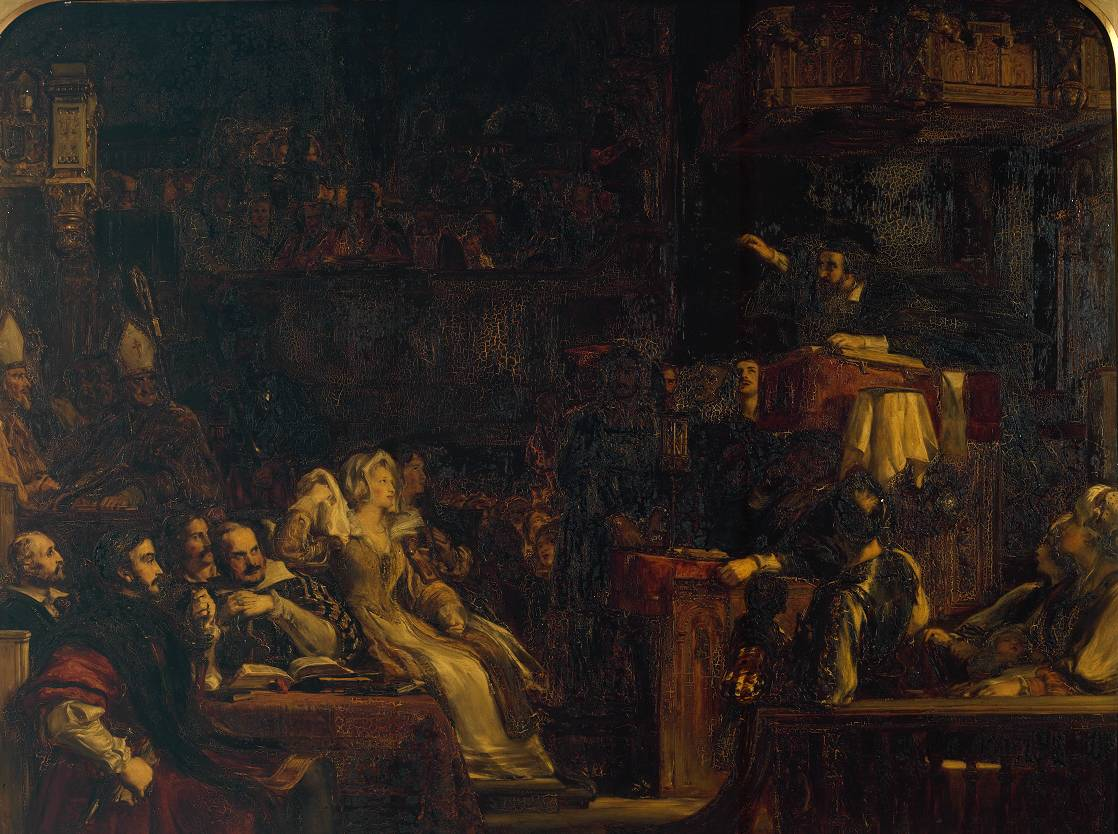
La predicación de Knox ante los Lores de la Congregación, 10 de junio de 1559 (David Wilkie, 1832)

Los Lores de la Congregación (en escocés: Lairds o the Congregatioun), originalmente autodenominados "los Fieles", fueron un grupo de nobles escoceses protestantes que a mediados del siglo XVI defendían una reforma de la iglesia según principios protestantes y una alianza angloescocesa.

## Acontecimientos históricos
En diciembre de 1557 un grupo de lores escoceses se opusieron al matrimonio de la joven Reina María con el  Delfín de Francia (el futuro Francisco II entre 1559 y 1560). El grupo firmó el 'Primer Bando' o Covenant para trabajar en hacer de Escocia un país protestante. Los miembros iniciales del grupo fueron el Conde de Argyll, su hermano Colin Campbell, el Conde de Glencairn, el Conde de Morton y John Erskine de Dun, aunque otros, como William Douglas de Whittinghame, se unieron rápidamente.
Tras estallar los disturbios religiosos en Perth, los Lores aumentaron sus apoyos y proporcionaron ayuda militar a John Knox para enfrentarse a María de Guisa. Cerca de Cupar, en Fife, los Lores reunieron un ejército lo bastante fuerte como para enfrentarse a un ejército franco-escocés al mando de Duque de Châtelherault (que como Regente había apoyado al partido francés) y de D'Oysel, el lugarteniente del rey francés. En julio de 1559 los Lores de la Congregación habían tomado Edimburgo. Ante la resistencia del Castillo de Edimburgo, los Lores se retiraron bajo los términos de una tregua de los Artículos de Leith (25 de julio de 1559). En septiembre, Châtelherault, que ahora contaba con el apoyo de su hijo el Conde de Arran, cambió de bando y se convirtió en el líder del grupo.
María de Guisa, que había mostrado cierta tolerancia religiosa en un primer momento, mantenía que sus motivos eran en parte seculares. María I y Francisco II le dirigieron una carta en noviembre de 1559, declarando que los señores actuaban de mala fe bajo el nombre y manto dela  religión. Los refuerzos franceses hicieron retroceder a los Lores y su ejército hasta Stirling y Fife.
Por el Tratado de Berwick en febrero de 1560, los Lores consiguieron el apoyo del ejército inglés para resistir a las tropas francesas. El conflicto armado se centró entonces en el Asedio de Leith. Después de la muerte de la Reina Regente en junio y la conclusión de las hostilidades en Leith por el Tratado de Edimburgo en julio, la reforma escocesa se aplicó en el Parlamento de Escocia en agosto de 1560.

### Protagonistas
Sir William Kirkcaldy de Grange y John Knox proporcionaron una lista de miembros de la Congregación que expulsaron a las tropas de María de Guisa de Perth en junio de 1559 y que fueron hasta Edimburgo:
- Archibald Campbell, V conde de Argyll
- James Stewart, Prior de St Andrews, más tarde Regente Moray
- Andrew Leslie, V conde de Rothes
- John Graham, IV conde de Menteith
- Patrick Ruthven, III Lord Ruthven
- Lord Ogilvy
- David, II Lord Drummond
- Patrick, Amo de Lindsay
- William Douglas, Laird de Lochleven
- John Wishart, Laird de Pitarro
- William Murray, Laird de Tullibardine
- Colin Campbell, Laird de Glenorchy.

Se reunieron en Edimburgo el julio de 1559 con Alexander Cunningham, Conde de Glencairn; el Conde de Morton; Lord Erskine; Robert, Lord Boyd; Lord Ochiltree; Hugh Campbell, Sheriff de Ayr; y el Laird de Calder. Knox y Kirkcaldy dieron los nombres de otros seis señores que aún no habían proclamado su alianza en julio de 1559: William Keith, IV conde Mariscal; el Conde de Athol; Lord Forbes; James Douglas, Laird de Drumlanrig; el Laird de Lochinvar; el Laird de Garlies.
En una lista del consejo para política de los Lores, de fecha octubre de 1559, figuran el antiguo regente Regent Arran; su hijo el III conde de Arran; el Conde de Argyll; el Prior de St Andrews; el Conde de Glencairn; Lord Ruthven; Robert, IV Lord Boyd; Lord Maxwell; Erskine de Dun; Wishart de Pitarrow; Henry Balnaves de Halhill; Kirkcaldy de Grange; y James Halyburton, Preboste de Dundee.
La congregación recibió guía en asuntos religiosos de:
- Alexander Gordon, Obispo de Galloway
- John Knox, reformador
- Maestro Christopher Goodman de Inglaterra
- John Willock.[7]

## Manifiesto y retórica
Varias cartas y documentos firmados por los Lores establecían y justificaban sus propósitos. Una carta enviada para solicitar ayuda a George Hay, Conde de Erroll y Condestable Hereditario de Escocia, escrita el 24 de enero de 1560, informa del objetivo político de expulsar a las guarniciones francesas y justifica su petición de apoyo militar a Inglaterra. La letra cayó en manos francesas y habría sido utilizada contra ellos.
Escribimos ... como fuimos manejados y reprimidos por extranjeros y ya invadidos por el fuego y la espada por debatir del auténtico ministerio de la palabra de Dios y la libertad de su reino, lo que, como ahora podemos ver, ha tenido el efecto del modo más cruel e impío al fortificar el principal puerto de este reino (Leith) y la fortificación pretendida de St. Andrews. Y han utilizado tanta crueldad en su avance con aquellos que les dieron más crédito y les aseguraron que todos los demás tomarán ejemplo. Y aún así pretenden no menos que llevarnos, si Dios se lo permite, a la más salvaje esclavitud y cautiverio y hacer una clara conquista bajo una colorida autoridad para el exterminio total de nosotros y nuestra posteridad. Y porque les vimos continuar en su injusta persecución y nuestra fuerza es tan pequeña para resistir la tiranía, pensamos que sería bueno buscar el apoyo de nuestros vecinos de Inglaterra, que nos han concedido como puede ser visto claramente por el ejército ya llegado por mar, y por el ejército de tierra que marchará en el día acordado.
La carta estaba firmada por James Hamilton el anterior Regent, Argyll, Glencairn, Rothes, Ruthven, Menteith y Boyd.